# Eléonore von Belgien
Die Prinzessin Eléonore Fabiola Victoria Anne Marie von Belgien (* 16. April 2008 in Anderlecht) ist das vierte Kind des belgischen Königs Philippe und dessen Frau Mathilde. Sie steht hinter ihrem älteren Bruder Emmanuel auf Platz vier der belgischen Thronfolge.

## Leben
Eléonore von Belgien ist das zwölfte und jüngste Enkelkind von König Albert II. und Königin Paola. Die Prinzessin wurde am 16. April 2008 um 4:50 Uhr im Hôpital Erasme, dem Lehrkrankenhaus der Université libre de Bruxelles als viertes Kind und zweite Tochter des damaligen Kronprinzenpaares Philippe von Belgien und dessen Ehefrau Mathilde d'Udekem d'Acoz in Anderlecht geboren. Sie wurde am 14. Juni 2008 in Ciergnon getauft. Ihre Taufpaten sind Kronprinzessin Victoria von Schweden, Prinzessin Claire von Belgien und Graf Sébastien von Westphalen zu Fürstenberg. Wie ihre älteren Geschwister besuchte auch sie das Sint-Jan Berchmanscollege. Seit September 2020 besucht sie das Heilig-Hart-College, ein niederländischsprachiges Gymnasium in Wezembeek-Oppem. Französisch und Englisch gehören ebenfalls zu ihrer Ausbildung. Sie lebt mit ihren Eltern und ihren beiden Brüdern Gabriel und Emmanuel im Schloss Laeken im Norden Brüssels.

## Titel und Anrede
Ihr aktueller Titel ist: Ihre Königliche Hoheit Prinzessin Eléonore von Belgien.

## Vorfahren
| Ahnentafel Prinzessin Eléonore von Belgien                          | Ahnentafel Prinzessin Eléonore von Belgien                                                    | Ahnentafel Prinzessin Eléonore von Belgien                                                                                  | Ahnentafel Prinzessin Eléonore von Belgien                                                                                    | Ahnentafel Prinzessin Eléonore von Belgien                                                                             | Ahnentafel Prinzessin Eléonore von Belgien                                                            | Ahnentafel Prinzessin Eléonore von Belgien                                                                      | Ahnentafel Prinzessin Eléonore von Belgien                                            | Ahnentafel Prinzessin Eléonore von Belgien                                            |
| ------------------------------------------------------------------- | --------------------------------------------------------------------------------------------- | --- | --- | --- | --- | --- | ------------------------------------------------------------------------------------- | ------------------------------------------------------------------------------------- |
| Ururgroßeltern                                                      | Albert I., König der Belgier (1875–1934) ⚭ 1900 Elisabeth, Herzogin in Bayern (1876–1965)     | Prinz Carl von Schweden, Herzog von Västergötland (1861–1951) ⚭ 1897 Prinzessin Ingeborg Charlotte von Dänemark (1878–1958) | Fulco Beniamino Ruffo di Calabria, 5. Herzog von Guardia Lombarda (1848–1901) ⚭ 1877 Laura Mosselman du Chenoy (1851/4?–1925) | Graf Augusto Gazelli di Rossana (1855–1937) ⚭ Gräfin Maria Cristina dei Rignon (1858–1930)                             | Baron Maximilien d’Udekem d’Acoz (1861–1921) ⚭ 1884 Jonkvrouw Marie van Eyll (1863–1935)              | Jonkheer Clement van Outryve d’Ydewalle (1876–1942) ⚭ 1897 Jonkvrouw Madeleine Thibault de Boesinge (1876–1931) | Graf Michael Komorowski (1875–1950) ⚭ 1904 Maria Zabarowska (1875–1953)               | Fürst Adam Sigismund Sapieha (1892–1970) ⚭ 1918 Gräfin Therese Sobańska (1891–1975)   |
| Urgroßeltern                                                        | Leopold III., König der Belgier (1901–1983) ⚭ 1926 Prinzessin Astrid von Schweden (1905–1935) | Leopold III., König der Belgier (1901–1983) ⚭ 1926 Prinzessin Astrid von Schweden (1905–1935)                               | Fulco Ruffo di Calabria, 6. Herzog von Guardia Lombarda (1884–1946) ⚭ 1919 Gräfin Luisa Gazelli di Rossana (1896–1989)        | Fulco Ruffo di Calabria, 6. Herzog von Guardia Lombarda (1884–1946) ⚭ 1919 Gräfin Luisa Gazelli di Rossana (1896–1989) | Baron Charles d’Udekem d’Acoz (1885–1968) ⚭ 1933 Jonkvrouw Suzanne van Outryve d’Ydewalle (1898–1983) | Baron Charles d’Udekem d’Acoz (1885–1968) ⚭ 1933 Jonkvrouw Suzanne van Outryve d’Ydewalle (1898–1983)           | Graf Léon-Michel Komorowski (1907–1992) ⚭ 1942 Prinzessin Zofia Sapieha (1919–1997)   | Graf Léon-Michel Komorowski (1907–1992) ⚭ 1942 Prinzessin Zofia Sapieha (1919–1997)   |
| Großeltern                                                          | Albert II. (* 1934) König der Belgier 1993–2013 ⚭ 1959 Donna Paola Ruffo di Calabria (* 1937) | Albert II. (* 1934) König der Belgier 1993–2013 ⚭ 1959 Donna Paola Ruffo di Calabria (* 1937)                               | Albert II. (* 1934) König der Belgier 1993–2013 ⚭ 1959 Donna Paola Ruffo di Calabria (* 1937)                                 | Albert II. (* 1934) König der Belgier 1993–2013 ⚭ 1959 Donna Paola Ruffo di Calabria (* 1937)                          | Graf Patrick d’Udekem d’Acoz (1936–2008) ⚭ 1971 Gräfin Anna Maria Komorowska (* 1946)                 | Graf Patrick d’Udekem d’Acoz (1936–2008) ⚭ 1971 Gräfin Anna Maria Komorowska (* 1946)                           | Graf Patrick d’Udekem d’Acoz (1936–2008) ⚭ 1971 Gräfin Anna Maria Komorowska (* 1946) | Graf Patrick d’Udekem d’Acoz (1936–2008) ⚭ 1971 Gräfin Anna Maria Komorowska (* 1946) |
| Eltern                                                              | Philippe, König der Belgier (* 1960) ⚭ 1999 Gräfin Mathilde d’Udekem d’Acoz (* 1973)          | Philippe, König der Belgier (* 1960) ⚭ 1999 Gräfin Mathilde d’Udekem d’Acoz (* 1973)                                        | Philippe, König der Belgier (* 1960) ⚭ 1999 Gräfin Mathilde d’Udekem d’Acoz (* 1973)                                          | Philippe, König der Belgier (* 1960) ⚭ 1999 Gräfin Mathilde d’Udekem d’Acoz (* 1973)                                   | Philippe, König der Belgier (* 1960) ⚭ 1999 Gräfin Mathilde d’Udekem d’Acoz (* 1973)                  | Philippe, König der Belgier (* 1960) ⚭ 1999 Gräfin Mathilde d’Udekem d’Acoz (* 1973)                            | Philippe, König der Belgier (* 1960) ⚭ 1999 Gräfin Mathilde d’Udekem d’Acoz (* 1973)  | Philippe, König der Belgier (* 1960) ⚭ 1999 Gräfin Mathilde d’Udekem d’Acoz (* 1973)  |
| Prinzessin Prinzessin Eléonore Fabiola Victoria Anne Marie (* 2008) |                                                                                               | | | | | |                                                                                       |                                                                                       |